# Mike Batt
Michael Philip Anchovy Batt (Southampton, 6 februari 1949) is een Britse muzikant, componist en producer.
Zijn eerste commercieel succes had hij te danken aan zijn composities voor de televisieserie 'The Wombles'.
Dit gaf hem de mogelijkheid om zijn eigen weg te gaan.
Hij schreef onder andere Art Garfunkels Bright Eyes, de titelsong van de film Watership Down. Dit nummer is later nog eens op cd gezet door een van de zangers van Boyzone. Onder eigen naam had Batt onder meer succes met het album Tarot Suite uit 1979 en de daarvan afkomstige single Lady of the Dawn.
In Nederland was deze plaat op vrijdag 16 november 1979 Veronica Alarmschijf op Hilversum 3 en werd een radiohit. De plaat bereikte de 11e positie in zowel de Nederlandse Top 40 als de TROS Top 50 en de 17e positie in de Nationale Hitparade. In België bereikte de plaat slechts de 24e positie van de Vlaamse Radio 2 Top 30.
Batt werkte met onder anderen Katie Melua. Veel van haar werk is door hem geschreven. Daarnaast is de muziek die gebruikt is voor haar nummers ook gebruikt voor onder meer Fantasia on a Flying Theme van de film Watership Down. Ook is hij de ontdekker van zangeres Florence Rawlings, violiste Vanessa-Mae en het strijkkwartet Bond.

## Discografie (selectief)
- 1977: Schizophonia
- 1979: Tarot Suite
- 1980: Waves
- 1981: Six Days in Berlin
- 1983: Zero Zero
- 1986: The Hunting of the Snark
- 1988: Songs of Love and War
- 1990: Caravan
- 1994: A tribute to J McCormack Finbar Wright
- 1995: Arabesque
- 1998: Philharmania
- 2009: A Songwriter's Tale
- 2014: Watership Down Suite
- 2015: A Classical Tale
- 2018: Holst: The Planets (Mike Batt as Conductor)
- 2020: The Penultimate Collection

### NPO Radio 2 Top 2000
| Nummer met noteringen in de NPO Radio 2 Top 2000 | '99  | '00  | '01  | '02  | '03  |
| ------------------------------------------------ | ---- | ---- | ---- | ---- | ---- |
| Lady of the Dawn                                 | 1402 | 1563 | 1801 | 1623 | 1845 |

1. ↑  Een vetgedrukt getal geeft de hoogste notering aan.
2. ↑  Deze tabel is bijgewerkt tot en met de laatste editie (2024).